# 瞿祥
瞿祥（1485年—？），字治徵，直隸蘇州府太倉州民籍常熟縣人，明朝政治人物。

## 生平
正德五年（1510年）庚午科應天鄉試第八十七名舉人，十六年（1521年）中式辛巳科會試第二百九十三名，二甲第三十八名進士。官南京監察御史。

## 家族
曾祖瞿江，曾任壽官；祖父瞿□；父瞿文曜，母龔氏。具慶下。弟瞿祿。